# Чукалы (Краснослободский район)
Чукалы — село, центр Ныне упразднённого Чукальского сельского поселения в Краснослободском районе. 
Село расположено в 17 км от районного центра и 70 км от железнодорожной станции Ковылкино. Название — антропоним: от дохристианского мордовского имени Чукай. Упоминается в «Книге письма и дозору Ивана Усова да Ильи Дубровского 1614 году». В «Списке населённых мест Пензенской губернии» (1869) Чукалы — село владельческое из 54 дворов Краснослободского уезда. По подворной переписи 1913 г., в селе был 151 двор (884 чел.); церковь, земская школа, 2 хлебозапасных магазина, мельница, 2 лавки. В начале 1930-х гг. были образованы колхозы «Доброволец», им. Кагановича, с 1960 г. — укрупненное хозяйство «Победа», с 1998 г. — СХПК. В современном селе — основная школа, библиотека, Дом культуры, детский комбинат, магазин, медпункт, отделение связи; памятник-обелиск воинам, погибшим в годы Великой Отечественной войны. Близ села — могильник XVI—XVII веков.
| 2002 | 2010 |
| ---- | ---- |
| 415  | ↘346 |

## Источник
- Энциклопедия Мордовия, Т. Н. Охотина.